# Gyilkosság az Orient expresszen (film, 1974)
A Gyilkosság az Orient Expresszen (eredeti cím: Murder on the Orient Express) 1974-ben bemutatott színes, angol bűnügyi film. Eredeti címe: Murder on the Orient Express. Agatha Christie egyik legnépszerűbb regényéből az amerikai Sidney Lumet forgatott filmet ragyogó szereposztásban. A hangulatos bűnügyi történet világsikert aratott, és számos díjat nyert, ráadásul a szerzőnő is nagyon elégedett volt vele.

## A cselekmény

### Előzmények
1930, Amerika. A közismert és jómódú Armstrong család évek óta él New York közelében, egy zöldövezeti birtokon álló tágas házban, hat főnyi személyzet társaságában. Mr. Hamish Armstrong a skót királyi gárda visszavonult ezredese, felesége, Sonya amerikai. Sonya anyja Linda Arden, egy ismert amerikai színésznő. Egy napon kislányukat, Daisyt váltságdíjért elrabolják, míg szülei a család olasz származású sofőrjével a repülőtérre mennek. Daisy svéd származású nevelőnőjét megkötözik, a ház komornyikját leütik. A repülőtérről visszatérő sofőr kis híján karambolozik a távozó emberrablók kocsijával. A szobalány ekkor a kerti lakban van szerelmével, látja is a távozó bűnözőket, de amikor ezt a rendőröknek elmondja, csak önmagát keveri gyanúba. Mivel nem tartózkodott a házban, beszervezett embernek vélik.
Noha a család fizet, a kislányt meggyilkolják. A család élete összeomlik. A héthónapos terhes anya másnap a sokk miatt halott csecsemőt szül, s ő maga is belehal a szülésbe. Paulette, a család gyanúba került, de ártatlan szobalánya kiugrik az ablakon,  és meghal, anyja a bánatba belehal, apja összetörik. A feleségét és gyermekeit veszített Mr. Armstrong öngyilkos lesz, a megbecsült és hűséges személyzet szétszóródik a világban. A közvetlen tettest megtalálják és elítélik. Kivégzése előtt elárulja a bandavezér nevét (Cassetti), de az addigra rég elhagyta az országot a váltságdíjjal, többé nem lelik nyomát. A kegyetlen gyerekgyilkosság híre bejárja a világot, általános közfelháborodást vált ki, emléke évek múlva sem halványul.

### Indulás Isztambulból
Öt év telt el az emberrablás óta. Hercule Poirot, a híres belga magándetektív egy bűnügy sikeres megoldása után visszaindulna Isztambulból Londonba. A téli szezon ellenére az Orient Expressz első osztályú hálókocsijában szokatlan módon nincs már szabad hely, ám Signor Bianchi, Poirot régi barátja, egyben a vasúttársaság egyik igazgatója elintézi, hogy Poirot mégis helyet kapjon az egyik hálófülkében. A kocsiban furcsa emberek gyűltek össze az utazásra. Emigráns orosz hercegnő és német komornája, Indiából szabadságra hazautazó brit katonatiszt, vallási megszállott svéd missziósnővér, két férjét is elveszített nagyhangú amerikai özvegyasszony, egy magyar diplomatapár, egy Bagdadból hazatérő tanárnő, egy olasz autóügynök és egy színházi ügynök is megtalálható közöttük. Az utasok egyike egy gazdag üzletember, a nyers modorú Mr. Ratchett, aki titkárával és komornyikjával utazna Londonba, műkincsbeszerző útjáról.

### Az utasok és a személyzet
- Hercule Poirot, belga magándetektív. Jordániai nyomozásából térne vissza Londonba
- Signor Bianchi, a vasúttársaság egyik igazgatója, de jelenleg utasként tartózkodik a vonaton
- Dr. Constantine, idős görög orvos
- Mrs. Harriet Belinda Hubbard, kétszeresen megözvegyült amerikai hölgy
- Natalia Dragomiroff, idős emigráns orosz hercegnő
- Hildegarde Schmidt, a hercegnő német komornája
- Arbuthnott ezredes, az indiai brit hadsereg ezredese, szabadságra utazik Angliába
- Mary Debenham, Bagdadból hazatérő tanárnő
- Gróf Andrényi Rudolf, magyar diplomata
- Helena Andrényi (született Grünwald), a gróf német származású felesége
- Greta Ohlsson, vallási megszállott svéd misszionáriusnő
- Antonio Foscarelli, olasz–amerikai autókereskedő
- Cyrus B.Hardman, színházi ügynök
- Ratchett, műkincskereskedő üzletember
- Edward Henry Bedoes, Mr. Bedoes, Ratchett komornyikja
- Hector McQueen, Ratchett személyi titkára
- Pierre Paul Michel, a hálókocsi kalauza

### Az utazás és a gyilkosság

Mr. Samuel Edward Ratchett alias Cassetti (Richard Widmark)

A bűntett helyszínén (balról jobbra: Albert Finney, Martin Balsam és George Coulouris)

A vonat este kilenckor indul Isztambulból. Az első éjszaka problémamentesen telik, másnap az utasok az étkezőben ismerkednek egymással. Amint Rathchett megtudja, hogy Poirot is a vonaton utazik, megszólítja. Elmondja, hogy halállal fenyegető leveleket kapott, igen jelentős összegért felkéri a detektívet, hogy derítse ki az írójuk személyét. Poirot azonban nyersen közli vele, csak a számára is érdekes ügyeket vállalja, ez azonban nem az. A vonat délután éri el Belgrádot, este indul tovább. Éjjel furcsa zajokra, járkálásra ébred Poirot, de úgy néz ki, semmi különös esemény nem történt. Hajnalban a vonat egy hóakadály miatt elakad, valahol a Vinkovce és Brod közötti 60 kilométeres szakaszon. Meg kell várni a Brodból érkező segítséget.
Ratchettet reggel holtan találják a fülkéjében. Signor Bianchi kérésére Poirot megpróbálja felderíteni az ügyet, ehhez a vonaton utazó, az ügyben semmiképpen sem érintett idős görög orvos segítségét is igénybe veszi. Közli, míg Brodban észreveszik a késést, segítséget küldenek, felszabadítják a pályát, az jópár órába telik. Ennyi idő van Poirot számára, hogy kiderítse a tettest, különben a helyi rendőrség sokkal hosszasabb és kellemetlenebb vizsgálata vár az illusztris utasokra.

### A nyomozás

Ki lehet a gyilkos? (balról jobbra: Rachel Roberts, Wendy Hiller, Sean Connery, Lauren Bacall és Martin Balsam)

A görög orvos megállapítja, hogy Ratchett esti italába gyors és erős altatót csempésztek, majd 12 késszúrással megölték. Egy a holttest mellett talált, elégetett papírt megvizsgálva kiderül, hogy azon Daisy Armstrong neve szerepel. Ebből egyértelmű, hogy Ratchett valójában Cassetti, az öt évvel azelőtti, tragédiával végződött gyerekrablás bandavezére, minden bizonnyal akkori tette miatt kellett meghalnia. A papírt azért írták, hogy az elkábuló Cassetti még tisztában legyen vele, miért kell meghalnia. A papírt a gyilkosság után elégették, de nem törték össze. Nem tudhatták, hogy Poirot egy ügyes módszerrel egyetlen alkalomra ugyan, de olvashatóvá tette.
Poirot sorban és alaposan kihallgatja a kocsi utasait. A tanúvallomások szerint egy Belgrádban felszállt, a nagyhangú özvegy hálófülkéjében elrejtőzött, kalauzruhába öltözött, majd a bűntény után az elakadt vonatról női köntösben leszállt gyilkos végzett Cassettivel. Poirot azonban olyan apró jeleket és ellentmondásokat is észrevesz a vallomásokban, amiket más nem. Mikor Hector, Ratchett magatartászavaros titkára óvatlanul elárulja, hogy jól ismerte Mrs. Armstrongot, bizonyossá válik számára, hogy az utasok között kell keresni a tettest, vagy tetteseket. A másik ilyen észrevétele, hogy szinte mindegyik utas életében öt évvel azelőtt egy nagy törés következett be. Az idő fogytán, már közel a segítség, mikor az összes érintettet áthívatja a szalonkocsiba.

### A megoldás

A bűntény megoldódik (balról jobbra, körbe haladva: Anthony Perkins, Vanessa Redgrave, Sean Connery, Ingrid Bergman, George Coulouris, John Gielgud, Colin Blakely, Rachel Roberts, Wendy Hiller, Dennis Quilley, Michael York, Jacqueline Bisset, Lauren Bacall, Jean-Pierre Cassel, Martin Balsam és középen, háttal: Albert Finney)

Közli, minden világos, megoldotta az ügyet, a magyarázat egyszerű: Cassetti, azaz ebben a verzióban Ratchett, a gazdag üzletember egy kalauzruhába öltözött besurranó gyilkos áldozata lett, oka feltehetőleg üzleti leszámolás. A társaság fellélegzik.
Poirot azonban folytatja. Lehetséges egy sokkal bonyolultabb, szövevényesebb megoldás is. Eszerint a kocsi tizenkét utasa nem véletlenül utazott pont ezen a vonaton és pont ekkor, valamint nem feltétlenül azok, mint akiknek mutatják magukat. Mindnyájan érintettek voltak az öt évvel azelőtti Armstrong gyilkosságban, előre kitervelt utazásuk célja a közös bosszú a bandavezér Cassettin. A 12 késszúrás a 12 érintett bosszúját, egyben a 12 esküdtet szimbolizálja.
Eredetileg az első verzió, az üzletember Ratchettet megölő ismeretlen gyilkos volt a terv, ebben az esetben valódi személyisége és az öt évvel ezelőtti bűnesettel való kapcsolata nem is derült volna ki. Mivel azonban Poirot véletlenül éppen ezen a vonaton utazott és nyomozni kezdett, az elégetett papírról gyorsan kiderítette a gyilkosság indítékát és ebből Ratchett valódi személyét, egyre jobban belebonyolódtak a ki nem tervelt hazugságokba és ellentmondásokba, ezzel keltve fel a nyomozó további gyanúját. Eszerint
- Mrs. Hubbard, a nagyhangú amerikai özvegy valójában Linda Arden színésznő, Mrs. Armstrong anyja, Daisy nagyanyja, első férje, Mr. Grünwald által.
- Andrényi grófné, a magyar diplomata felesége Mrs. Armstrong húga, Mrs. Hubbard lánya, apja Mr. Grünwald.
- Dragomiroff hercegnő Daisy keresztanyja.
- Hector, Ratchett titkára Mrs. Armstrong lekötelezettje, szinte pótfia volt.
- Mr. Bedoes, Ratchett komornyikja eredetileg a katonatiszt Mr. Armstrong tisztiszolgája, majd a házuk komornyikja volt. Az emberrablók a támadáskor hátulról leütötték.
- Hildegarde, az orosz hercegnő német komornája eredetileg az Armstrong-ház szakácsnője volt.
- Mary Debenham tanárnő eredetileg Mrs. Armstrong titkárnője volt.
- Greta Ohlsson, a vallási megszállott missziósnővér eredetileg Daisy nevelőnője volt, a támadáskor meg is sérült. Az esetet sosem bírta feldolgozni, ezért menekült a vallásba.
- Arthbutnot ezredes a szintén katonatiszt Mr. Armstrong tiszttársa és jóbarátja volt, valamint közeli viszonyban van Mary Debenhammal.
- Antonio Foscarelli, az olasz autóügynök egykor Armstrongék családi sofőrje volt.
- Pierre-Paul Michel hálókocsikalauz Paulette, az ártatlanul gyanúba keveredett és ezért öngyilkos cselédlány apja. Felesége a lányuk halála után a bánatba belehalt.
- Mr. Hardman, a színházi ügynök eredetileg közrendőr és Paulette szerelme volt.

Poirot közli továbbá, ez csak a lehetséges bonyolultabb magyarázat, a brodi rendőrség jobban örülne az egyszerűbb változatnak. Felkéri Bianchit, döntsön, melyik változat legyen az igazi. A események ismeretében ő is felmenti a bosszúálló utasokat. A hatalmas lelki terhen túllévő utasok megkönnyebbülnek, a lelkiismeretével vívódó Poirot visszavonul a jelentést megírni, a kiszabadított vonat tovább megy Brod, majd Párizs és Calais felé.

## Érdekességek
- A film a krimiirodalom királynője, Agatha Christie (1890–1976) 1934-ben írt regénye alapján készült, mely a szerzőnő egyik legismertebb műve.
- Az események indítékául szolgáló Daisy Armstrong-ügy fordulatait a Lindbergh bébi elrablásának tragikus eseményei ihlették. 1932. március 1-jén hétvégi házukból rejtélyes körülmények között elrabolták Charles Lindberghnek, az Atlanti-óceánt elsőként átrepülő amerikai hősnek 20 hónapos fiúgyermekét. A család hajlandó volt kifizetni a kért váltságdíjat. Az ügylet során kétes alakok is felbukkantak. 1932. május 12-én a gyereket egy erdőszélen, nem messze otthonuktól, holtan találták. Noha a bűncselekmény elkövetéséért letartóztattak és kivégeztek egy Richard Hauptmann nevű német származású férfit, sokan kételkedtek abban, hogy a primitív alak képes lett volna egyedül kitervelni és végrehajtani a gyerekrablást. Valószínű, hogy a bűnügy tényleges kiagyalóját sosem sikerült elkapni.
- Sidney Lumet a legtermékenyebb amerikai rendezők egyike. Színészcentrikusság jellemzi filmjeit. Híres rendezései közül szinte végig egyetlen helyszínen játszódik – jelen alkotása mellett – a Tizenkét dühös ember (1957) és a Halálcsapda (1982) is.
- Hercule Poirot szerepének eljátszására előbb Alec Guinness, majd Paul Scofield neve merült fel, és csak harmadikként került szóba Albert Finney.
- Mivel az akkor 38 éves Finney jóval öregebbre maszkírozása órákat vett igénybe, és a színész esti színházi fellépései miatt muszáj volt a maszkot mindennap eltávolítani, a stáb megszervezte, hogy a még alvó Finney-t reggelente a forgatás helyszínére szállítsák, és ott úgy kezdjék el kisminkelni, hogy még nem ébredt fel.
- Dragomiroff hercegnő szerepére Lumet először Ingrid Bergmant ajánlotta, de a producerek elutasították a javaslatot, ezért a szerepet Wendy Hiller kapta.
- Ingrid Bergman maga sem akarta eljátszani a hercegnő szerepét, inkább a svéd misszionáriusnő figuráját választotta, noha annak lényegesen kevesebb volt a szövege. Bergman tökéletesen beszélt angolul, a szerep kedvéért azonban svéd akcentussal mondta a szövegét.
- Humphrey Bogart özvegye, Lauren Bacall 8 év szünet után ezzel a filmmel tért vissza a mozivászonra.
- Michael York egy magyar diplomatát játszik a filmben.
- Sean Connery összesen öt Sidney Lumet-filmben játszott. A másik négy: A domb (1965), Az Anderson-magnószalagok (1971), A támadás (1972), Családi ügy (1989).
- John Gielgud (1904–2000) minden idők egyik legnagyobb Shakespeare-színésze volt. A homoszexuális művész túlélte 33 évvel fiatalabb egykori élettársát. Kolléganőjéről egyszer csipkelődve megjegyezte: „Ingrid Bergman öt nyelven beszél folyékonyan, de játszani egyiken se tud.”
- Wendy Hiller (1912–2003) volt George Bernard Shaw kedvenc színésznője.
- Richard Widmark kizárólag azért vállalta el Ratchett szerepét, hogy találkozhasson és együtt dolgozhasson végre világhírű kollégáival.
- A forgatáshoz valódi Orient Expressz-kocsikat használtak.
- A film főcímzenéjéhez eredetileg szöveget is írtak, de végül nem használták fel.
- Azt a jelenetet, amelyben Poirot megoldja a rejtélyt, többféle kameraállásból vették fel, de a szűk hely miatt egyszerre csupán egyetlen kamerát tudtak használni. A többször megismételt felvétel Albert Finney számára lehetett a legnehezebb, akinek a szövege ebben a jelenetben több mint 8 oldalnyi volt.
- Lumet filmje az egyetlen Agatha Christie-adaptáció, amellyel az írónő tökéletesen meg volt elégedve. Úgy érezte, hogy Albert Finney alakítása állt a legközelebb ahhoz a képhez, melyet ő Hercule Poirot-ról kialakított.
- A film sikere nyomán az elkövetkezendő években több Agatha Christie-regényt is megfilmesítettek rangos szereposztással. Az ismertebbek: Halál a Níluson (1978), A kristálytükör meghasadt (1980), Nyaraló gyilkosok (1982), Az ártatlanság bizonyítása (1984), Randevú a halállal (1988).
- A regényből 2001-ben modernizált tévéfilmet forgattak. Poirot szerepét Alfred Molina játszotta.
- A Jean-Pierre Cassel által alakított hálókocsikalauz az eredeti angol hangban erősen akcentusos magyar nyelven köszönti a vonatra felszálló magyar diplomatát és feleségét.
- 13 bosszúálló volt, de a holttesten csak 12 késszúrást találtak. Ennek oka, hogy Andrényi és a felesége közösen szúrtak egyet.

## Hibák
- Nem derül ki egyértelműen, hogy a bosszúálló utasok hogyan derítették ki Ratchett azonosságát Cassettivel, valamint annak ellenére, hogy a világ különféle helyein és nagyon különböző anyagi szinten éltek, hogyan szervezték meg, hogy Cassetti utazásakor mindnyájan a kocsiban vele utazzanak, de rajtuk kívül senki más utas ne legyen ott.
- Amikor az utasok beszállnak a vonatba, a hangosbemondó a megállóhelyeket az alábbi sorrendben sorolja fel: Szófia, Belgrád, Zágráb, Brod, Trieszt. A valóságban azonban Brod nem Zágráb és Trieszt, hanem Belgrád és Zágráb között helyezkedik el. A filmben egyértelműen elhangzik, hogy a vonat Vinkovce és Brod között, félúton akadt el, a két város közötti távolság kb. 60 kilométer. Az alkotók a Zágráb és Trieszt közötti, de nem a vasútvonal mentén fekvő szlovéniai Brod városkát összekeverték Slavonski Brod várossal, ami előtt az elakadás a film szerint történt.
- A mozdony egy a háború után nagy mennyiségben szállított amerikai típus volt, 1935-ben nem volt szolgálatban Európában. Oldalán az SNCF, a francia államvasút felirata látható. A vállalatot a háború után alapították, 1935-ben még nem létezett.
- A mozdonyokat a határállomásokon mindig az aktuális ország mozdonyára cserélték, csak a kocsik közlekedtek végig.
- Ugyanez vonatkozik a mozdonyvezetőkre is, akiknek mint a mozdonyról, mint az általuk vezetett pályaszakaszról vizsgával kellett rendelkezniük, ezért a mozdonyokon mindig az aktuális ország személyzete dolgozott. Ennek ellenére az elakadáskor a mozdonyvezető franciául beszél.
- Az isztambuli jelenetben török fez látható és „Allah akhbar” hallható, Kemal Atatürk a modernizálás jegyében mindkettőt betiltatta, a tilalom 1935-ben érvényben volt.
- Az egyik jelenetben jól láthatóan egy modern autó megy el a vasút melletti úton.
- Az isztambuli induláskor nagy méretű formázott szénkockák vannak a mozdony széntárolójában, később lapátolható törtszén látható.
- Vinkovce és Bród között teljesen sík a vidék, a filmben látható dombos táj helyett.
- A magyar diplomata gróf szintén magyar állampolgárságú felesége „Elena Andrenyi” módon írta alá a magyar útlevelet.

## A film címéről és a vonatról

A filmbéli Simplon-Orient expressz világoszöld útvonala

Az idők során az Orient expressz több útvonalon közlekedett, olykor egyidejűleg is. A film címe külön megnevezés nélkül említi a híres vonatot. A klasszikus, külön jelző nélküli Istanbul-Calais/London vonal Bukarest, Budapest, Bécs, München, Strassburg, Párizs érintésével haladt, míg a filmbéli vonal az úgynevezett Simplon-Orient Expressz volt, mely Jugoszlávián, Olaszországon és a Simplon-alagúton keresztül közlekedett. Mindkét járat csak a második világháború kitöréséig működött. A háború után a lehető leggyorsabban, még 1945-ben újraindították mindkettőt. 1962-ben a közlekedési szokások megváltozása miatt végleg leállították a klasszikus járatot. A filmbéli Simplon-Orient Direct-Orient néven 1977-ig járt.

## Szereplők
| Szerep                                                                | Színész            | Magyar hang (1. szinkron, 1977) |
| --------------------------------------------------------------------- | ------------------ | ------------------------------- |
| Hercule Poirot, belga magándetektív                                   | Albert Finney      | Csákányi László                 |
| Mrs. Harriet Belinda Hubbard, nagyhangú amerikai özvegy               | Lauren Bacall      | Ruttkai Éva                     |
| Signor Bianchi, a vasúttársaság egyik igazgatója, Poirot régi barátja | Martin Balsam      | Szabó Ottó                      |
| Greta Ohlsson, vallási megszállott svéd missziósnővér                 | Ingrid Bergman     | Békés Rita                      |
| Pierre-Paul Michel, a hálókocsi kalauza                               | Jean-Pierre Cassel | Garas Dezső                     |
| Arbuthnot ezredes, szabadságos brit katonatiszt                       | Sean Connery       | Kristóf Tibor                   |
| Mr. Beddoes, Ratchett komornyikja                                     | John Gielgud       | Benkő Gyula                     |
| Dragomiroff hercegnő, emigráns orosz arisztokrata hölgy               | Wendy Hiller       | Pártos Erzsi                    |
| Hector Willard MacQueen, Ratchett magántitkára                        | Anthony Perkins    | Tahi Tóth László                |
| Mary Debenham, Bagdadból hazatérő tanárnő                             | Vanessa Redgrave   | Császár Angela                  |
| Hildegarde Schmidt, a hercegnő német komornája                        | Rachel Roberts     | Szemes Mari                     |
| Mr. Samuel Edward Ratchett / Cassetti                                 | Richard Widmark    | Inke László                     |
| Andrényi gróf, magyar diplomata                                       | Michael York       | Hegedűs D. Géza                 |
| Andrényi grófné                                                       | Jacqueline Bisset  | Sáfár Anikó                     |
| Mr. Cyrus Hardman, színházi ügynök                                    | Colin Blakely      | Makay Sándor                    |
| Dr. Constantine, görög orvos                                          | George Coulouris   | Páger Antal                     |
| Antonio Foscarelli, autóügynök                                        | Dennis Quilley     | Csurka László                   |
| A detektívet az istanbuli kompon kísérő brit tiszt                    | Jeremy Lloyd       | Gelley Kornél                   |
| Árus a pályaudvaron                                                   | Nubar Terziyan     | Gálvölgyi János                 |

## Filmzenei album
Agatha Christie's Murder On The Orient Express (Original Soundtrack Recording) Capitol Records – ST-11361
A filmzenét Richard Rodney Bennett szerezte, a Royal Opera House Orchestra adja elő Marcus Dods vezényletével.
A filmzenei album 1974-ben több kiadótól is megjelent hanglemezen. A CD kiadás 2003-ban került boltokba a DRG Recordstól, 19039 katalógusszámon.
- Overture And Kidnapping 5:32
- Stamboul Ferry 1:00
- The Orient Express 11:17
- The Body / Remembering Daisy 3:30
- Entr'acte 3:37
- Princess Dragomiroff 1:01
- The Knife 1:23
- Prelude To Murder 3:50
- The Murder 3:40
- Finale 4:33

## Fontosabb díjak és jelölések

### Oscar-díj
- 1975 díj Ingrid Bergman, legjobb női mellékszereplő
- 1975 jelölés Albert Finney, legjobb férfi főszereplő
- 1975 jelölés Geoffrey Unsworth, legjobb operatőr
- 1975 jelölés Tony Walton, legjobb jelmez
- 1975 jelölés Richard Rodney Bennett, legjobb filmzene
- 1975 jelölés Paul Dehn, legjobb adaptált forgatókönyv

### BAFTA-díj
- 1975 díj Richard Rodney Bennett, Anthony Asquith-díj a legjobb filmzenéért
- 1975 díj Ingrid Bergman, legjobb női mellékszereplő
- 1975 díj John Gielgud, legjobb férfi mellékszereplő
- 1975 jelölés legjobb film
- 1975 jelölés Sidney Lumet, legjobb rendező
- 1975 jelölés Albert Finney, legjobb férfi főszereplő
- 1975 jelölés Geoffrey Unsworth, legjobb operatőr
- 1975 jelölés Tony Walton, legjobb jelmez és legjobb művészeti vezetés
- 1975 jelölés Anne V. Coates, legjobb vágás

### Evening Standard-díj
- 1976 díj Sidney Lumet, legjobb film
- 1976 díj Albert Finney, legjobb férfi főszereplő
- 1976 díj Wendy Hiller, legjobb színésznő

### Brit forgatókönyvírók szövetségének díja
- 1975 díj Paul Dehn, legjobb brit forgatókönyv

### Grammy-díj
- 1976 jelölés Richard Rodney Bennett, legjobb filmzene